# Municipio de Ulster (Iowa)
El municipio de Ulster (en inglés: Ulster Township) es un municipio ubicado en el condado de Floyd en el estado estadounidense de Iowa. En el año 2010 tenía una población de 339 habitantes y una densidad poblacional de 3,15 personas por km².

## Geografía
El municipio de Ulster se encuentra ubicado en las coordenadas 43°3′38″N 92°50′53″O / 43.06056, -92.84806. Según la Oficina del Censo de los Estados Unidos, el municipio tiene una superficie total de 107.51 km², de la cual 107,5 km² corresponden a tierra firme y (0 %) 0 km² es agua.

## Demografía
Según el censo de 2010, había 339 personas residiendo en el municipio de Ulster. La densidad de población era de 3,15 hab./km². De los 339 habitantes, el municipio de Ulster estaba compuesto por el 98,53 % blancos, el 0,59 % eran afroamericanos, el 0,59 % eran asiáticos, el 0,29 % eran de otras razas. Del total de la población el 2,65 % eran hispanos o latinos de cualquier raza.